# Cosacos de la Línea del Cáucaso
La hueste de Cosacos de la Línea del Cáucaso (del ruso: Кавказское линейное казачье войско) se formó en 1832 con cinco regimientos de cosacos del Térek (Kizlyarski -Кизлярский, Tersko-seméiny -Терско-семейный, Grebenski -Гребенский, Mozdokski -Моздокский y Gorski -Горский), establecidos desde la desembocadura del río Térek hasta Mozdok y cinco regimientos de la línea Azov-Mozdok (Volgski -Волгский, Kavkazski -Кавказский, Stavropolski -Ставропольский, Jopiorski -Хопёрский y Kubanski -Кубанский). Al cuerpo se adjuntaron también los del regimiento Sunzhenski (formado en 1817) y los regimientos 1 y 2 de Vladikavkaz (formados en 1831 bajo el nombre Malorossiyski).
Los cosacos de la línea del Cáucaso ocuparon la línea defensiva del Cáucaso junto con la hueste de cosacos del mar Negro (Chernomorski) desde la desembocadura del río Térek a la del Kubán, y junto con el Cuerpo independiente del Cáucaso (Отдельный Кавказский корпус), participaron en la guerra del Cáucaso.
En 1838, los regimientos Kizlyarski y Tersko-seméiny fueron fusionados, formándose en 1840 el regimiento Labinski y en 1850, el Urupski.
Con el crecimiento de la población en el territorio del ejército (a mediados de siglo XIX se componía de más de 300.000 personas), en 1846 la mayoría de los regimientos eran divididos en brigadas, constando el ejército en 1860 de 9 brigadas y 4 regimientos.
En 1860 todo el ejército era transformado en el Ejército del Térek, excepto los dos del oeste (Jopiorski y Kubanski) que, junto con el Chernomorski, se fusionaron con los cosacos del Kubán.